# Rio de Juruti
Rio de Juruti är ett vattendrag i Brasilien.   Det ligger i delstaten Pará, i den centrala delen av landet, 1 800 km nordväst om huvudstaden Brasília.
Runt Rio de Juruti är det mycket glesbefolkat, med 4 invånare per kvadratkilometer.